# Cergy-Pontoise
Cergy-Pontoise ist der Name einer von insgesamt fünf Villes nouvelles im Großraum Paris. Alle ihr angehörenden Gemeinden und Städte bilden zusammen auch den Gemeindeverband Communauté d’agglomération de Cergy-Pontoise. Cergy-Pontoise liegt etwa 30 km nordwestlich von Paris. Die Ville nouvelle entstand am 16. April 1969 aus dem Zusammenschluss von 15 Communes aus dem Département Val-d’Oise und wurde am 31. Dezember 2002 wieder aufgelöst. Daraufhin wurde zum 1. Januar 2004 ein Gemeindeverbund aus fast den gleichen Communes gegründet, der heute (2016) aus 13 Gemeinden besteht. Der Verwaltungssitz befindet sich in Cergy. Die Einwohner nennen sich Cergy-Pontains.
Der Ort ist Sitz der staatlichen Universität Cergy-Pontoise mit etwa 12.000 Studenten und der ESSEC, einer der bedeutenden Hochschulen für Führungskräfte in Frankreich.

## Mitgliedsgemeinden
| Gemeinde                                  | Einwohner 1. Januar 2022 | Fläche km² | Dichte Einw./km² | Code INSEE | Postleitzahl | Département |
| ----------------------------------------- | ------------------------ | ---------- | ---------------- | ---------- | ------------ | ----------- |
| Boisemont                                 | 883                      | 2,77       | 319              | 95074      | 95000        | Val-d’Oise  |
| Cergy                                     | 69.578                   | 11,65      | 5.972            | 95127      | 95000        | Val-d’Oise  |
| Courdimanche                              | 7.111                    | 5,57       | 1.277            | 95183      | 95800        | Val-d’Oise  |
| Éragny                                    | 18.723                   | 4,72       | 3.967            | 95218      | 95610        | Val-d’Oise  |
| Jouy-le-Moutier                           | 17.411                   | 6,89       | 2.527            | 95323      | 95280        | Val-d’Oise  |
| Maurecourt                                | 4.399                    | 3,65       | 1.205            | 78382      | 78780        | Yvelines    |
| Menucourt                                 | 6.189                    | 3,68       | 1.682            | 95388      | 95180        | Val-d’Oise  |
| Neuville-sur-Oise                         | 2.089                    | 4,25       | 492              | 95450      | 95000        | Val-d’Oise  |
| Osny                                      | 17.471                   | 12,52      | 1.395            | 95476      | 95520        | Val-d’Oise  |
| Pontoise                                  | 31.623                   | 7,15       | 4.423            | 95500      | 95300        | Val-d’Oise  |
| Puiseux-Pontoise                          | 593                      | 5,64       | 105              | 95510      | 95650        | Val-d’Oise  |
| Saint-Ouen-l’Aumône                       | 25.614                   | 12,21      | 2.098            | 95572      | 95310        | Val-d’Oise  |
| Vauréal                                   | 16.079                   | 3,46       | 4.647            | 95637      | 95490        | Val-d’Oise  |
| Communauté d’agglomération Cergy-Pontoise | 217.763                  | 84,16      | 2.587            | –          | –            | –           |

## Toponymie
Der Name Pontoise rührt von einer Brücke (frz. Pont) über den Fluss Oise.

## Bevölkerungsentwicklung
| 1962   | 1968   | 1975   | 1982    | 1990    | 1999    | 2003    | 2011    | 2012    | 2013    | 2014    | 2015    | 2016    |
| ------ | ------ | ------ | ------- | ------- | ------- | ------- | ------- | ------- | ------- | ------- | ------- | ------- |
| 34.050 | 41.576 | 69.546 | 102.967 | 159.168 | 178.656 | 183.430 | 197.187 | 199.143 | 199.938 | 202.387 | 204.248 | 204.804 |

## Verkehr
Verkehrstechnisch ist Cergy-Pontoise an Paris über die Autobahn A15 angebunden, welche in Cergy-Le Haut endet und dort als Nationalstraße N110 nach Rouen weitergeführt wird. Zudem verfügt Cergy-Pontoise über zwölf RER-/Transilien-SNCF-Bahnhöfe an den Linien     .

## Sehenswürdigkeiten

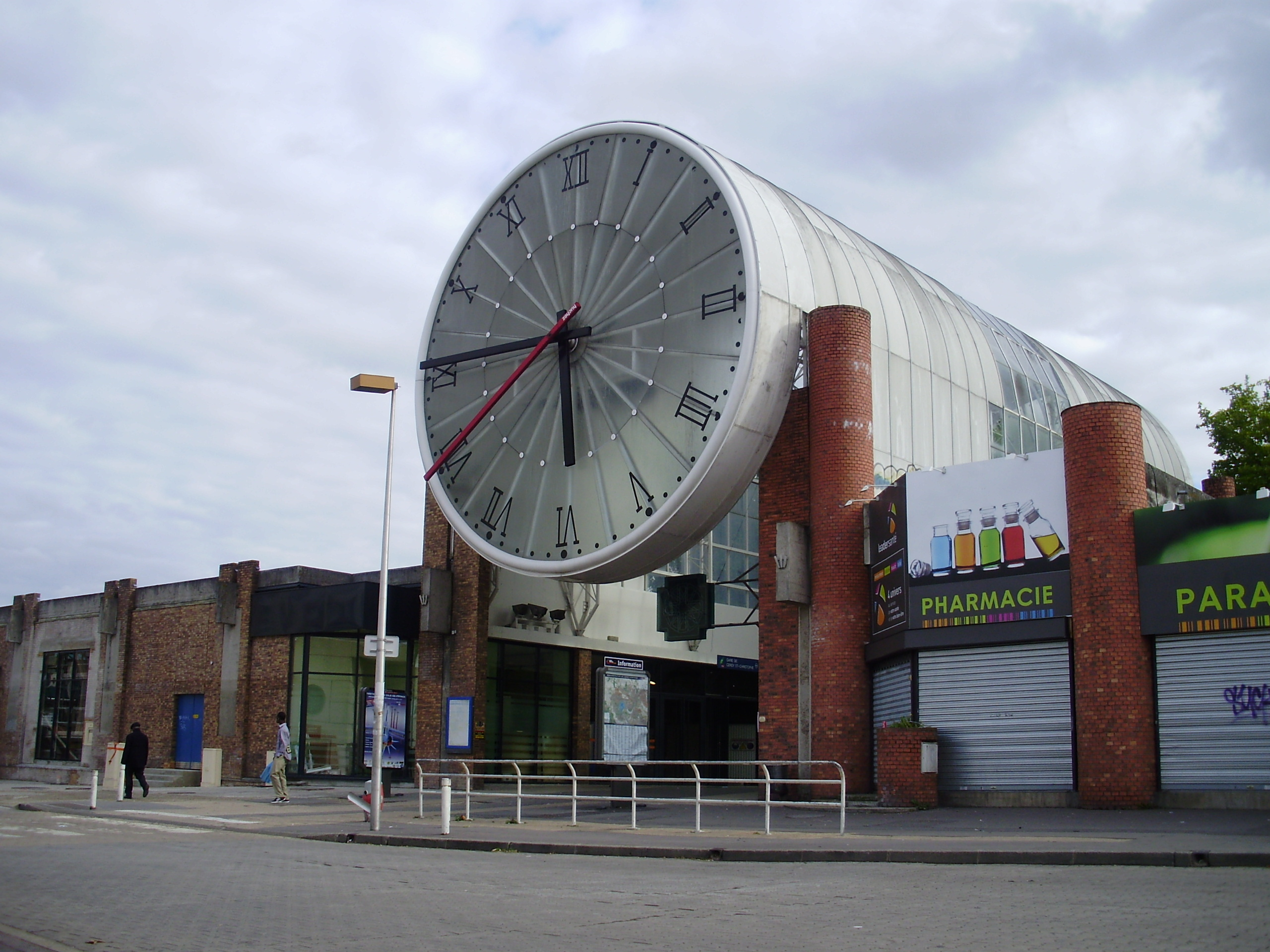
Bahnhof Cergy-Saint-Christophe mit der größten Bahnhofsuhr Europas.

Der Bahnhof von Cergy-Saint-Christophe verfügt über die größte Bahnhofsuhr Europas.
Die von Ricardo Bofill und Dani Karavan gestaltete Axe Majeur in Cergy-Saint-Christophe. Dieses Gesamtkunstwerk einer voll durchgeplanten Neuanlage einer Vorstadt in Form einer etwa 4 km langen Achse setzt sich zusammen aus einem Arrangement von französischem Park als Kern eines Gewerbeparks, Bahnhof, Marktplatz, Innenstädtischer Bebauung, Sozialem Wohnungsbau in Renaissance-Optik und einer großzügigen Freigelände-Anlage mit ewigem Feuer, zwölf freistehenden Betonsäulen von rund 10 m Höhe und einer großen Freitreppe zu Ehren der Gefallenen der Weltkriege.
Von 1987 bis 1991 existierte der Vergnügungspark Mirapolis bei Courdimanche.
Der Gemeindeverbund liegt knapp östlich des Regionalen Naturparks Vexin français, ist mit diesem jedoch als Zugangsort assoziiert.

## Städtepartner
- Columbia (Maryland), USA
- Tres Cantos, Spanien
- Bis 2019 bestand zudem eine Städtepartnerschaft mit Erkrath, Nordrhein-Westfalen, Deutschland[4]

## Bildergalerie

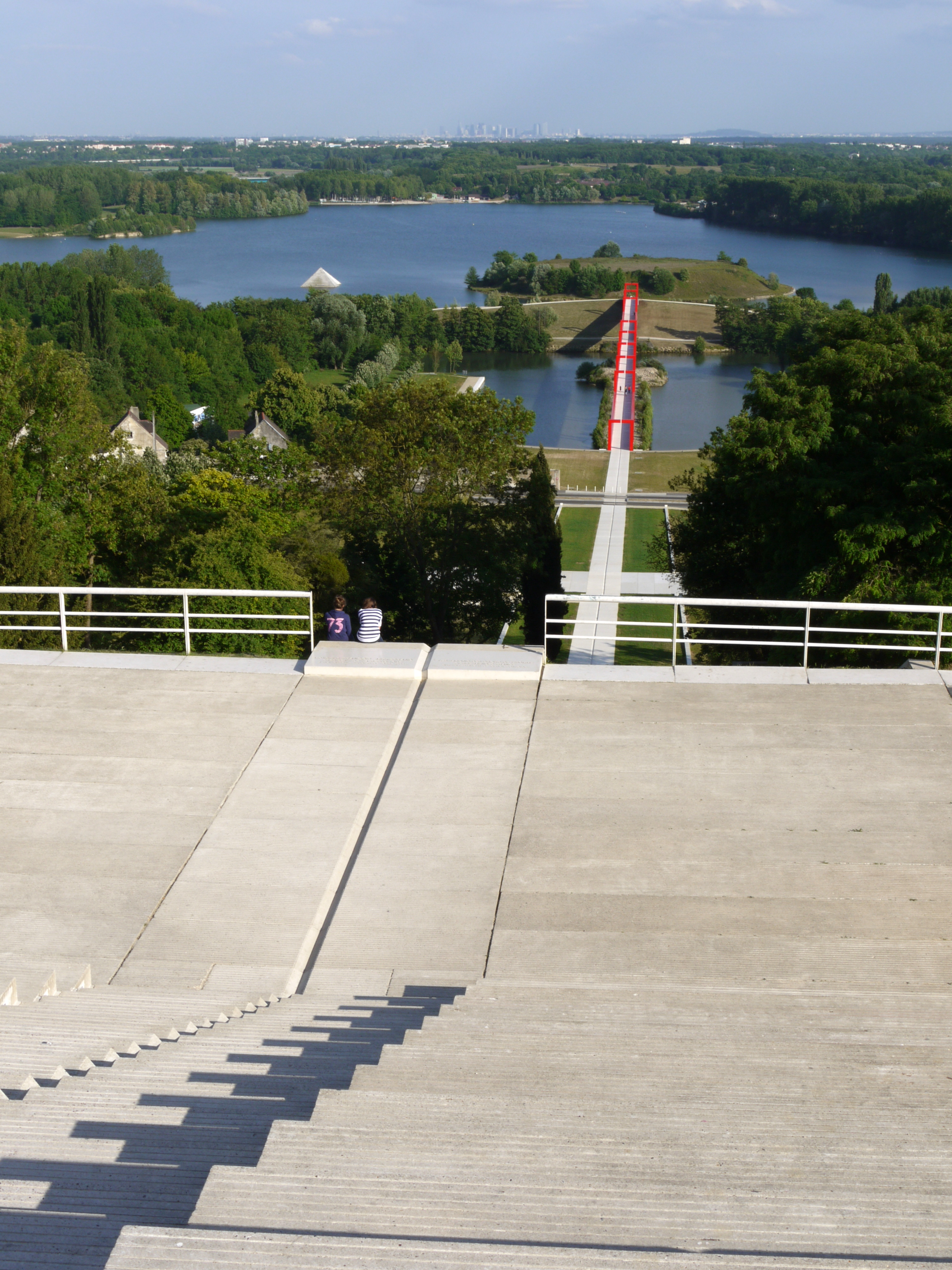
Axe Majeur in Cergy.
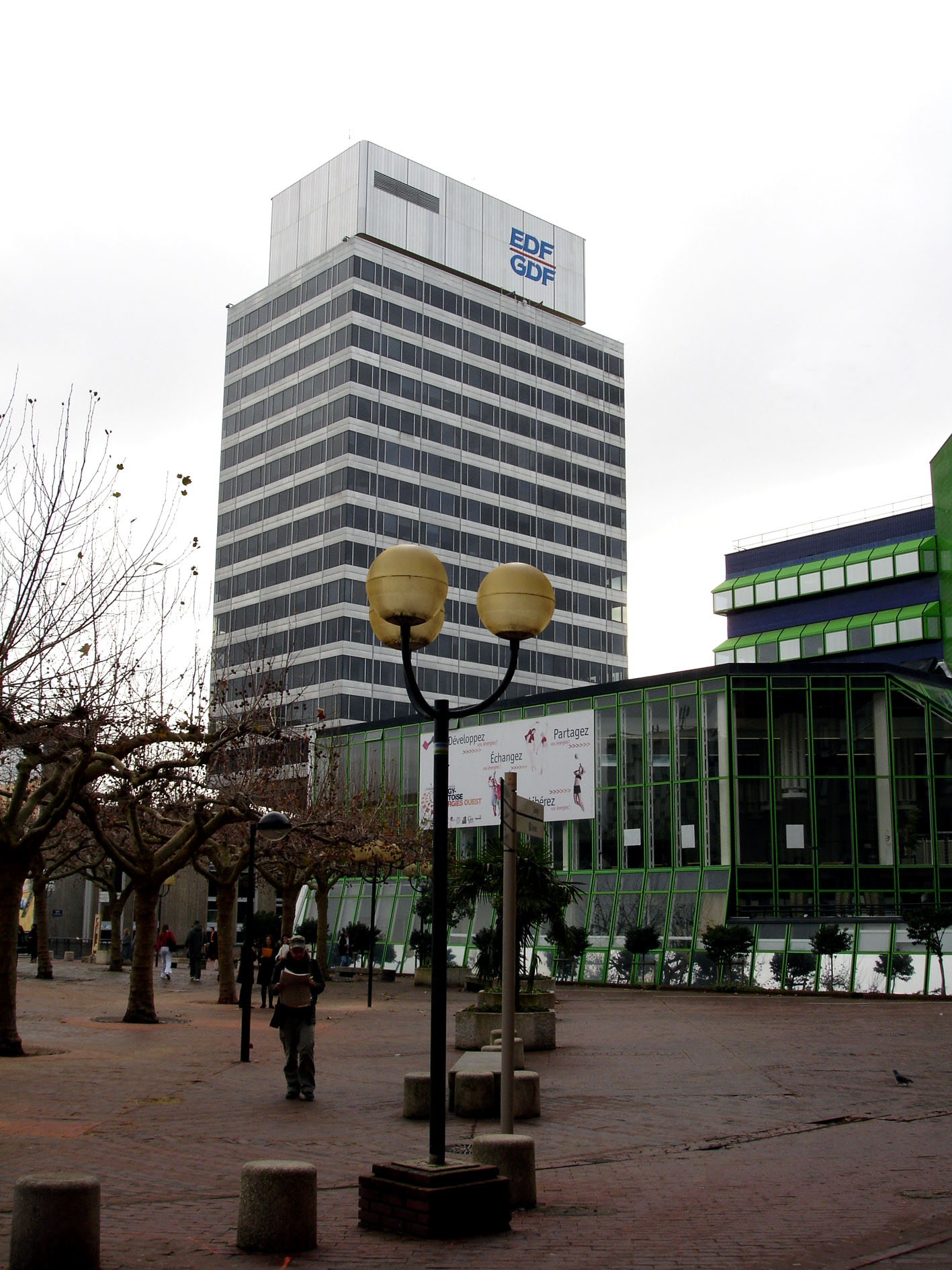
Tour EDF.
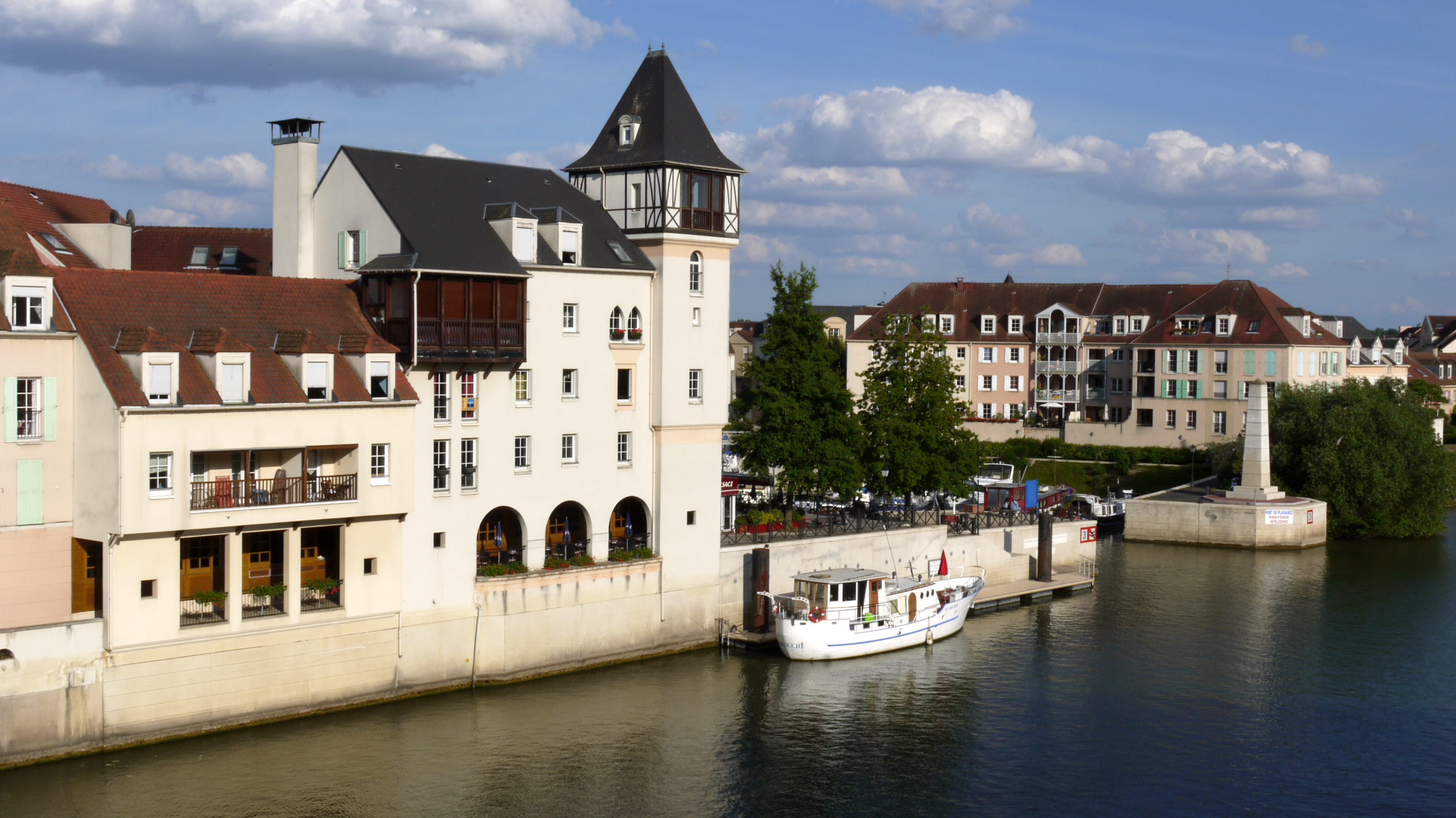
Hafen von Cergy.
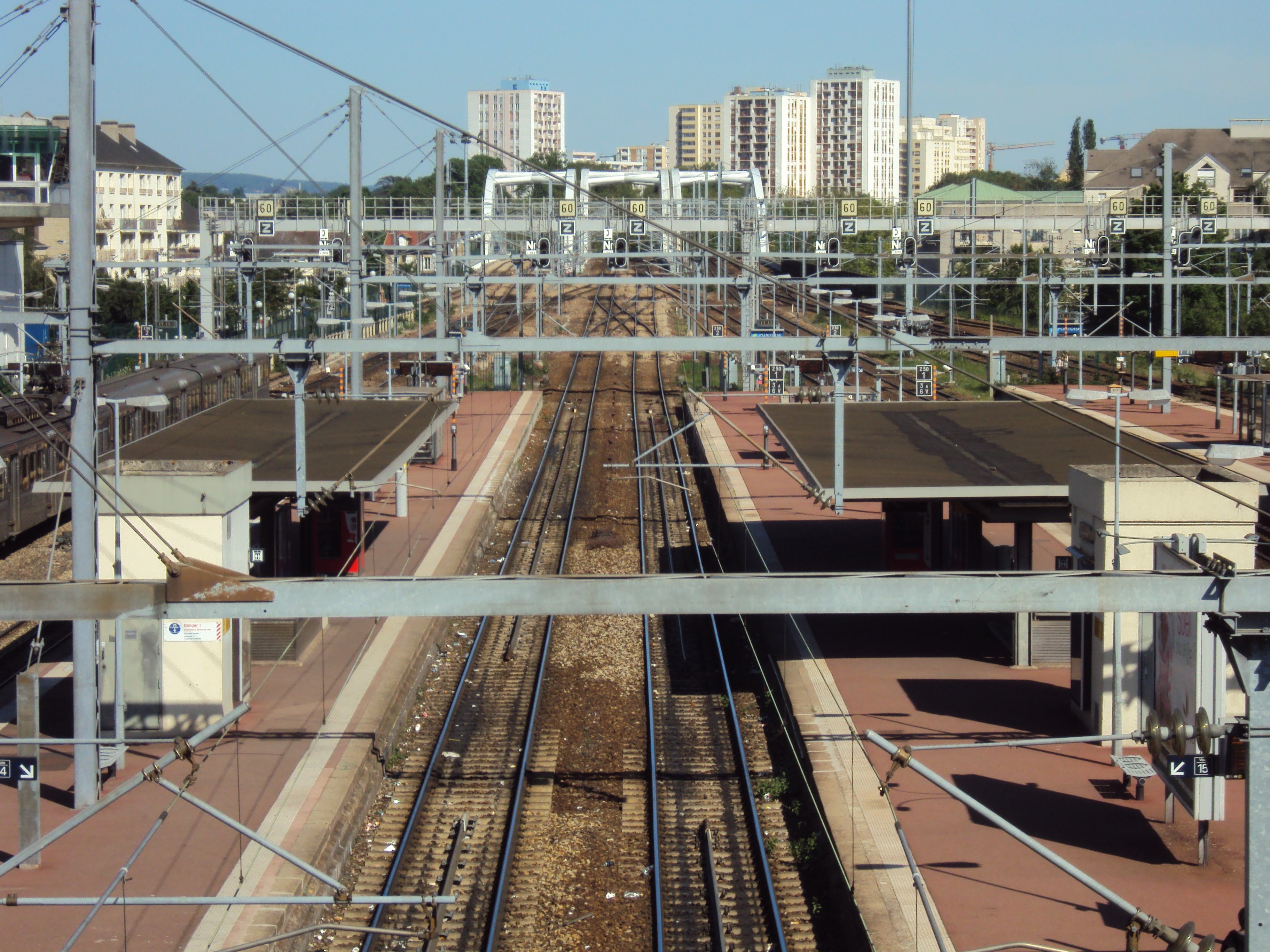
Der Bahnhof von Pontoise.
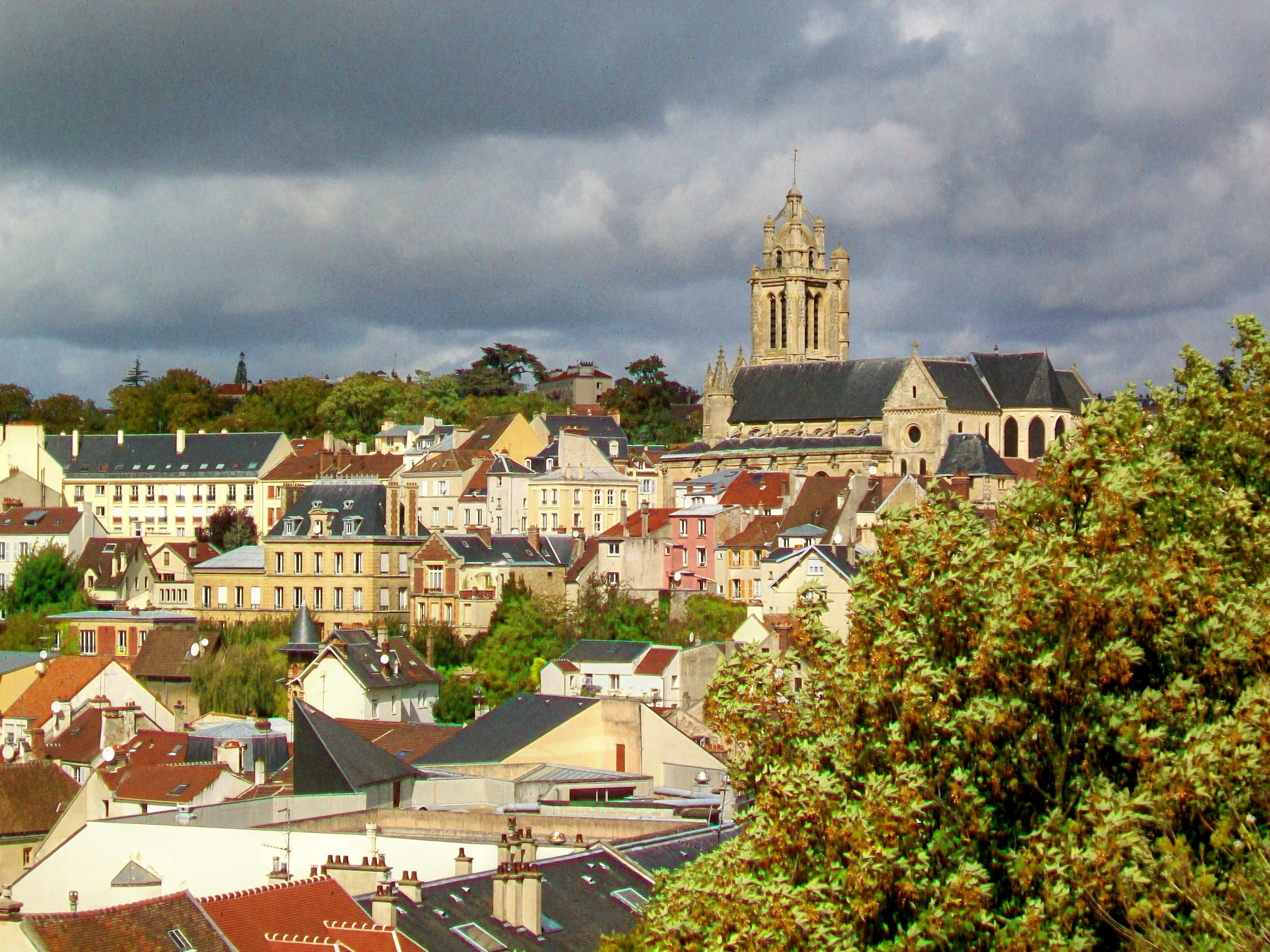
Historisches Zentrum von Pontoise.
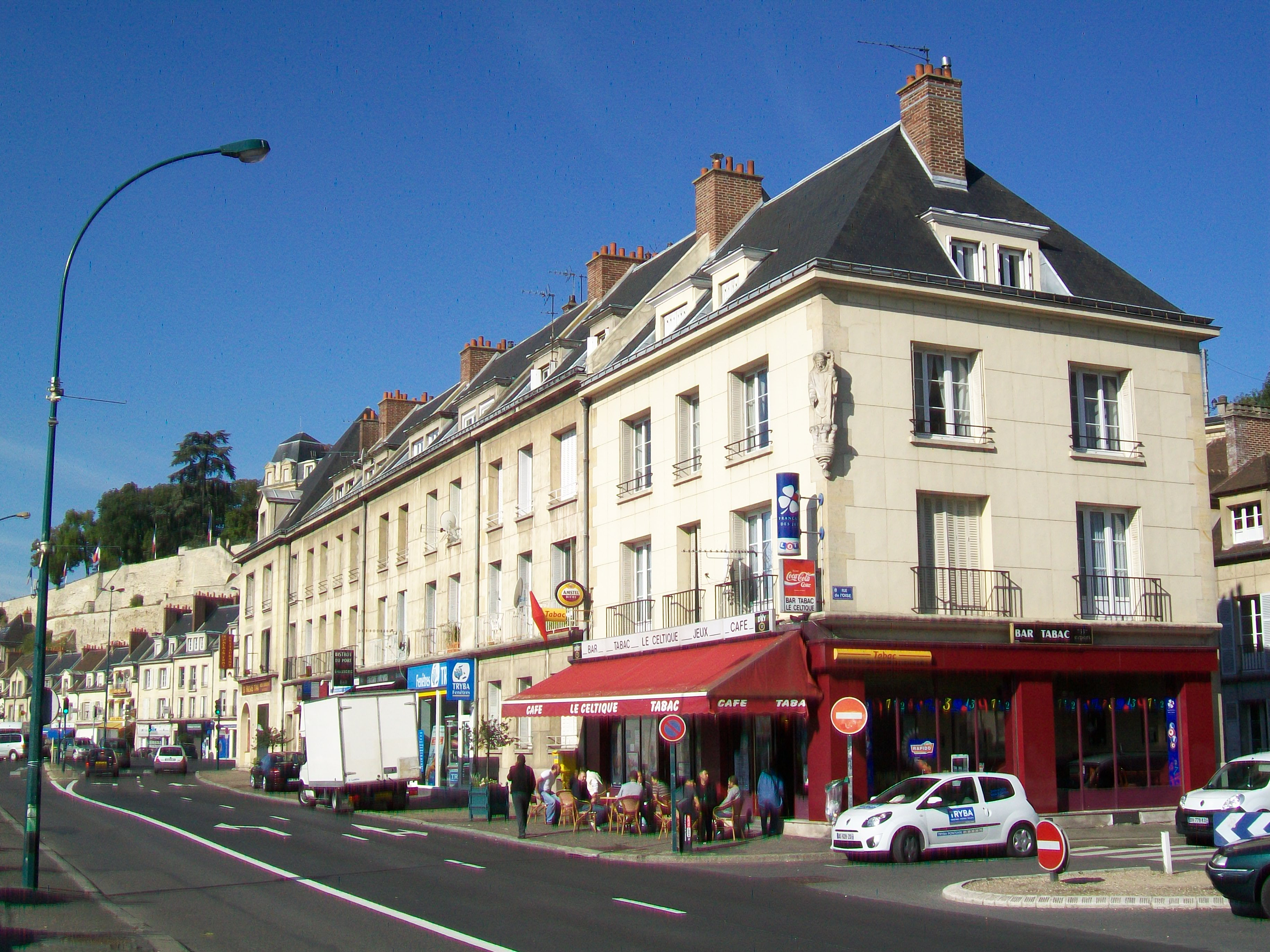
Am Ufer der Oise.